# Podhájska
Podhájska je obec na Slovensku v okrese Nové Zámky. Vznikla spojením obcí Belek a Svätuša v roku 1960. Žije zde přibližně 1 100 obyvatel.  Od roku 1973 (s přestávkou v letech 2021–2022) je zde v provozu termální koupaliště.  Areál koupaliště zahrnuje devět bazénů a několik tobogánů.  Místem prochází několik cyklotras. 
První písemná zmínka o obci pochází z roku 1075. V obci se nachází římskokatolický kostel Narození Panny Marie z roku 1904 a kostel Nanebevzetí Panny Marie z roku 1905.

## Obyvatelstvo
Národnostní složení: národnost slovenská 99 %. 